# Magnata (negócios)
Um magnata de negócios é uma pessoa que alcançou uma riqueza imensa através da criação ou posse de várias linhas de negócios. O termo refere-se, tipicamente, a um poderoso empresário ou investidor que detém a propriedade pessoal ou o controlo acionário de uma empresa. Ao longo da história, tais indivíduos foram conhecidos por diversos termos, como barões ladrões, capitães da indústria, czares, magnatas, oligarcas ou plutocratas.

## Etimologia
O termo magnata deriva do latim magnates (plural de magnas), que significa "grande homem" ou "grande nobre".

## Uso
Magnatas de negócios modernos são empreendedores que, através da construção e/ou administração de negócios, acumulam fortunas por conta própria ou controlam fortunas familiares substanciais. Alguns são amplamente conhecidos graças às suas atividades empreendedoras, outros devido a atividades secundárias de grande visibilidade, como filantropia, angariações de fundos, financiamento de campanhas, propriedade ou patrocínio de equipas desportivas.
Exemplos de magnatas de negócios no mundo ocidental incluem figuras históricas como: os fundadores de petrolíferas John D. Rockefeller e Fred C. Koch; o pioneiro automobilístico Henry Ford; os veteranos da marinha e ferroviária Aristóteles Onassis, Cornelius Vanderbilt, Leland Stanford, Jay Gould e James J. Hill; o inovador do aço Andrew Carnegie; o editor de jornais William Randolph Hearst; o retalhista Sam Walton; e o banqueiro J.P. Morgan.
Exemplos de magnatas industriais contemporâneos incluem: o empresário de comércio eletrénico Jeff Bezos, o investidor Warren Buffett, o programador Bill Gates, o inventor de tecnologia Steve Jobs, o proprietário de media Sumner Redstone, o investidor da indústria do aço Lakshmi Mittal, o investidor de telecomunicações Carlos Slim, o fundador do Virgin Group Richard Branson, o empresário Elon Musk, o dirigente de Fórmula 1 Bernie Ecclestone, o empresário de media Rupert Murdoch, e o tecnólogo da avicultura Frank Perdue.